# Кіндер Шоколад
Кіндер Шоколад (італ. Kinder Cioccolato, англ. Kinder Chocolate) — шоколадний батончик, вироблений італійською багатонаціональною кондитерською компанією Ferrero.

## Історія
У 1968 році в італійському місті Альба Мікеле Ферреро запропонував випустити на ринок продукт, який був би приємним дітям (з шоколадом) і водночас прийнятним для матерів (з молоком), тому на упаковці з'явився слоган «+ молоко − какао». У 1968 році Kinder Chocolate, молочний шоколад з молочною начинкою, був представлений на ринках Німеччини та Італії, де отримав комерційний успіх та згодом продавався в інших країнах Європи.
Слово «Kinder», що використовується як універсальний бренд, у перекладі з німецької означає «діти». Дитячі обличчя (першими моделями були Гюнтер Еурінґер, потім Маттео Фарнеті), що як правило зображується справа на упаковці батончиків, мають підказувати покупцям, що це продукт для дітей.